# Douglas Anakin
Douglas Thomas Anakin, detto Doug (Chatham, 6 novembre 1930 – 25 aprile 2020) è stato un bobbista e slittinista canadese.

## Biografia
Soprannominato Mickey Mouse e, in seguito, Olympic Dorf Dwarf per via della bassa statura, fu un atleta polivalente, membro della squadra di lotta della Queen's University oltreché esperto sciatore e scalatore, venne indirizzato verso il bob dai fratelli Emery, entrando a far parte della Laurentian Bobsleigh Association e nel 1959 prese parte ai campionati mondiali di Sankt Moritz 1959, assistito da Eugenio Monti che in quella competizione vinse l'oro nel bob a due.
Praticare questa specialità invernale in Canada, però, non era semplice come al giorno d'oggi: il Comitato Olimpico Canadese infatti rifiutava di accogliere la disciplina nella propria organizzazione e conseguentemente non presentò alcun atleta alle Olimpiadi di Squaw Valley 1960 nel bob. Per i propri allenamenti Anakin fu quindi costretto a spostarsi a Lake Placid, negli Stati Uniti.
Parallelamente a questa disciplina gareggiò a livello internazionale anche nello slittino, quale membro della nazionale canadese ai campionati mondiali di Krynica-Zdrój nel 1962 e di Imst dell'anno seguente, ottenendo però solo risultati di rincalzo.
Riuscì a prendere parte ad una sola edizione dei Giochi olimpici invernali, a Innsbruck 1964, gareggiando in tutte e due le discipline: nello slittino partecipò alla gara del singolo, non riuscendo però a portare a termine la competizione, mentre nel bob, nonostante le sole quattro discese di pratica che il team canadese poté disputare rispetto alle altre nazionali che si allenavano da settimane sul tracciato, vinse la medaglia d'oro nella specialità a quattro insieme ai fratelli Victor e John Emery ed a Peter Kirby.
Si ritirò dalle competizioni nel 1967 e divenne uno dei principali promotori dello slittino in Canada, arrivando anche ad allenare la nazionale della foglia d'acero alle Olimpiadi di Sapporo 1972. Lavorò altresì come docente di educazione fisica nelle scuole superiori.
In suo onore il John Abbott College, nel quale insegnò per 19 anni, ha istituito una borsa di studio annuale per le attività sportive all'aperto che porta il suo nome: la Doug Anakin Scholarship for Outdoor Pursuits.

## Palmarès

### Bob

#### Olimpiadi
- 1 medaglia:
  - 1 oro (a quattro a Innsbruck 1964).